# Montes San Francisco

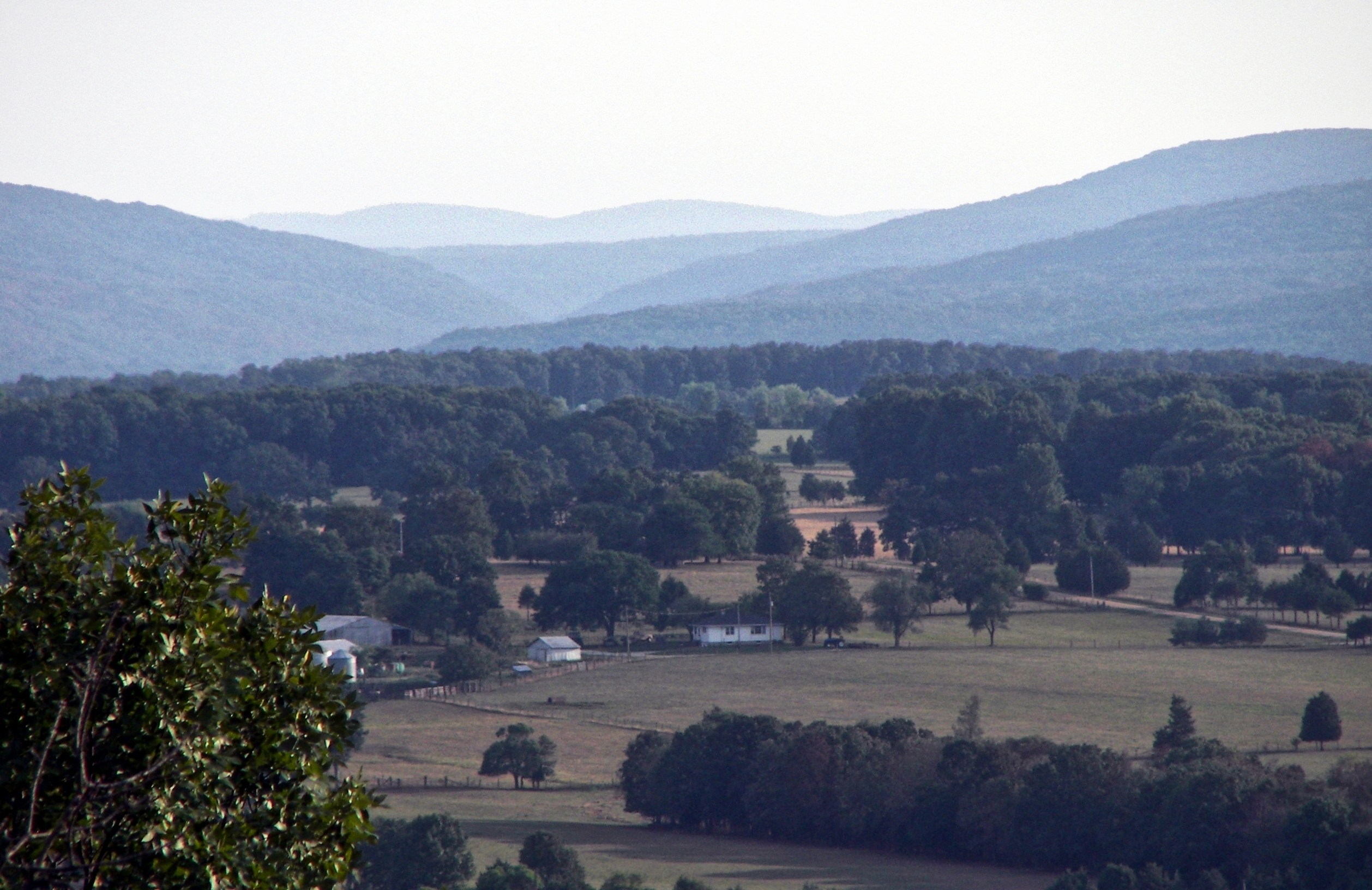
Vista de Knob lick

Los Montes San Francisco conforman una cadena montañosa en el sureste de Misuri  correspondientes al período geológico precámbricas compuestas por rocas igneas que se levantan sobre la meseta de Ozark. Esta formación es una de las exposiciones más antiguas de roca ígnea en América del Norte.
La meseta de Ozark es una zona alta al oeste del sistema de montañas apalaches. Se extiende desde San Luis al río Arkansas , ocupando un área de 122.000 km² . Es el corazón de esta meseta que surgen las montañas San Francisco.
Origen del nombre. El nombre de estos montes se presume tiene su origen en río San Francisco.El origen del nombre el río no está claro pero se presume que tiene que ver con los primeros acentamientos de colonos franceses en la zona que le otorgaron el nombre en honor a San Francisco de Asís, santo patrono de la orden franciscana.

## Características geológicas

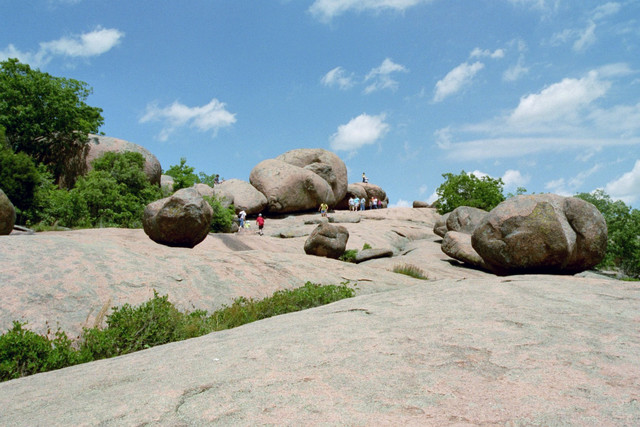
Paisaje granítico en Missouri.

Los Montes San Francisco se formaron por la actividad volcánica e intrusiva hace 1485 millones años en la era  precambrica, ubicado en el centro de la placa norteamericana. 
En comparación, los Apalaches comenzaron a formarse hace unos 460 millones de años, y los Rockies hace sólo 140 millones años. Cuando los Apalaches comenzaron a formarse, el rango de St. Francois ya era dos veces mayor que los Apalaches son hoy.
Las rocas intrusivas de la zona se componen de tres tipos:. Macizos subvolcánicos, intrusiones de timbre y plutones centrales. 
los macizos subvolácicos son de granito con cuarzo, feldespato potásico, biotita y magnetita. En profundidad presentan una textura granulosa. Los granitos subvolcánicos son las rocas ígneas más extendidos y se cree que han sido cubiertos con sucesivas capas volcánicas que han sido removidas por la erosión.
Los anillo son cuerpos intrusivos con altos contenidos de sílice que penetraron a lo largo de fallas asociados con colapso de la caldera. 
Las montañas San Francisco se formaron por la actividad ígnea, mientras que la mayoría de los Ozarks circundantes se desarrollan en las rocas sedimentarias del Paleozoico como una meseta disecada. El relieve vertical que allí se aprecia fue causado por la erosión tras un proceso de levantamiento durante el período Pérmico producidos por la orogenia Ouachita al sur. Las elevaciones y depresiones de los estratos en la cúpula estructural Ozark generalmente irradian hacia abajo y hacia el exterior lejos de las montañas de San Francisco.
Los plutones centrales son altamente evolucionados compuestos por micas (biotita y moscovita) y granitos.

## Características Hidrográficas de la región
Los ríos que forman parte de la cuenca del Missisipi tienen sus nacientes en las montañas de Ozark.
```
   * Río Osage, de 579 km, un afluente del Misuri, y también su afluente el Río Pomme de Terre (Misuri) (182 km); situado en Misuri
   * Río Gasconade, de 450 km, un afluente del Misuri; situado en Misuri
   * Río Saint Francis, de 760 km, un afluente del río Misisipi, y también su afluente el río l'Anguille (de 175 km), ; situado en Misuri y Arkansas
   * Río Black, de 480 km, un afluente del río White, y también su afluente el río Current (296 km);
   * Río Castor, de 111 km, un afluente del Little, subafluente del Misisipi;
   * Río Meramec, de 350 km, un afluente del Misisipi, y también su afluente el río Bourbeuse (240 km); situado en Misuri
   * Río Buffalo (Búfalo), río nacional situado en Arkansas
```

Lagos en los Ozarks incluye:
```
   El lago de Ozarks
   Lago Beaver
   Lago Table Rock
```

## Recursos minerales
Las montañas de San Francisco son el centro del cinturón de plomo, una región minera rica en plomo que produce hierro, barita, zinc, plata, minerales de manganeso, cobalto y níquel.
El área representa hoy más del 90% de la producción de plomo primario de los Estados Unidos.
También existe explotaciones de Granito que se ha extraído comercialmente desde 1869, este granito se ha utilizado para la construcción de edificios importantes de dicho lugar.

## Principales alturas
Montañas en este rango incluyen; Taum Sauk Mountain, Bell Mountain, Buford Montaña, Proffit Montaña, Pilot Knob, Hughes Mountain, Goggin Montaña y Lead Hill Mountain. Las elevaciones van desde 500 pies a 1,772 pies (167 a 540 metros). Taum Sauk Mountain es el pico más alto de la gama, y el punto más alto del estado, con una elevación de 1.772 pies. (540 m). En la parte más al sur de la gama es Clark Mountain, elevación 1450 pies (441 m), con la distinción de ser el punto aislado más alto de la gama y en el estado.; que llega a su cima desde el terreno circundante de unos 600 pies. (182 m) en menos de dos millas (3,2 km). Cerro Negro, en el condado de Madison, tiene el mayor aumento en la elevación de su base, a lo largo del río San Francisco (540 metros sobre el nivel del mar) hasta la cima (1.502 metros sobre el nivel del mar), un aumento de poco menos de 1.000 pies de altura.

## Características climáticas
El clima predominante en la región es templado, con lluvias todo el año.las temperaturas disminuyen de sur a norte con promedio de 10 a 5° en invierno y 27° en verano. Las precipitaciones aumentan desde el norte donde se registra un promedio anual de 1300 mm al sur donde se registran 1650 mm anuales.
Esta zona se encuentra afectada por fenómenos meteorológicos como los huracanes, que son sistemas de baja presión con abundantes precipitaciones, tormentas eléctricas y vientos en sentido antihorario asociados.

## Características humanas y económicas
Las características físicas en su conjunto dan como resultado que esta zona sea conocida como el granero del mundo, ya que es la zona agrícola más importante del mundo donde se desarrollan cultivos de secano como los cereales, oleaginosos, algodón, arroz, caña de azúcar y tabaco; estas actividades están comprendidas dentro del sector pirmario de la economía. 
Dentro del sector secundario la industria es la principal actividad en ingresos del P.B.I y en el número de empleados que se utilizan ,los principales focos se encuentran en las grandes aglomeraciones urbanas.
En el sector terciario se destaca el comercio principalmente por la existencia de importantes puertos fluviales. Por otro lado, las montañas de San Francisco conforman un importante atractivo turístico de esparcimiento y ocio con cinco parques en el estado de Misuri - Shut-Ins de Johnson, Taum Sauk Mountain, St. Joe, Sam A. Baker y elefante Rocas - 
En el Río San Francisco durante  la primavera cuando las aguas aumentan se forman corrientes de aguas blancas lo que ha sido explotado como sede de los Campeonatos de Whitewater Misuri anualmente desde 1967.